# Гламур
Гламу́р (ґламур, англ. glamour, ['glæmə], «чари», «зачарування») — поняття, що означає близькість до загальноприйнятих стандартів «розкоші», «шикарності», зовнішнього блиску. 

## Історія слова
Англійське слово glamour виникло в середньовіччя як варіант до grammar «граматика», «книга», запозиченого з фр. grammaire (розвиток значень такий: граматика > складна книга > книга заклинань > чаклунство, заклинання > чари, зачарування).
Перші фіксації слова «гламур» в українській мові відзначені у кінці 1990-х, однак широко розповсюдженим воно стало з 2004 року, коли на Росії виходить перший номер журналу «Glamour». 
Гурт «Скрябін» у кінці 2006 року випустив альбом «Гламур» з однойменною піснею.

## Вживання
Гламур є явищем повсякденної культури ХХІ ст., у якому домінують візуальний та поведінковий аспекти, спрямовані на презентацію особистісних якостей і творчих здібностей суб’єкта. Головним у ньому є естетизація зовнішнього вигляду шляхом роботи над собою, самовдосконалення, вміння робити свій вигляд візуально привабливим. Метою гламуру є не бути дорогим, а виглядати дорого. Робота має бути творчою, вимагає вдосконалення майстерності, набуття та розвитку необхідних для фаху особистих якостей (комунікабельність, вчити іноземну мову, опановувати нові навички – малювання, татуаж [Архівовано 3 січня 2022 у Wayback Machine.], водіння автомобіля тощо), повного присвячення себе улюбленій справі..
До «гламурних» зазвичай відносять стандарти одягу й життя, рекламовані в «жіночих» й «чоловічих» глянцевих журналах (поняття «глянцевий журнал» й «гламурний журнал», «гламур» й «глянець» часто виступають як синоніми).

## Гламурне фото

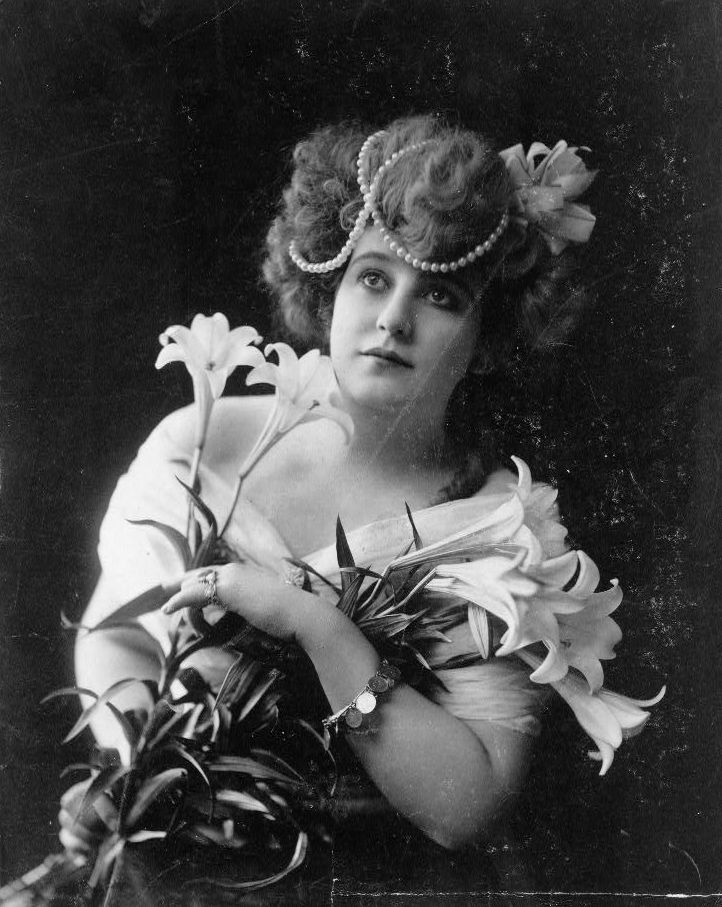
Уявлення про гламур на початку 20 ст.
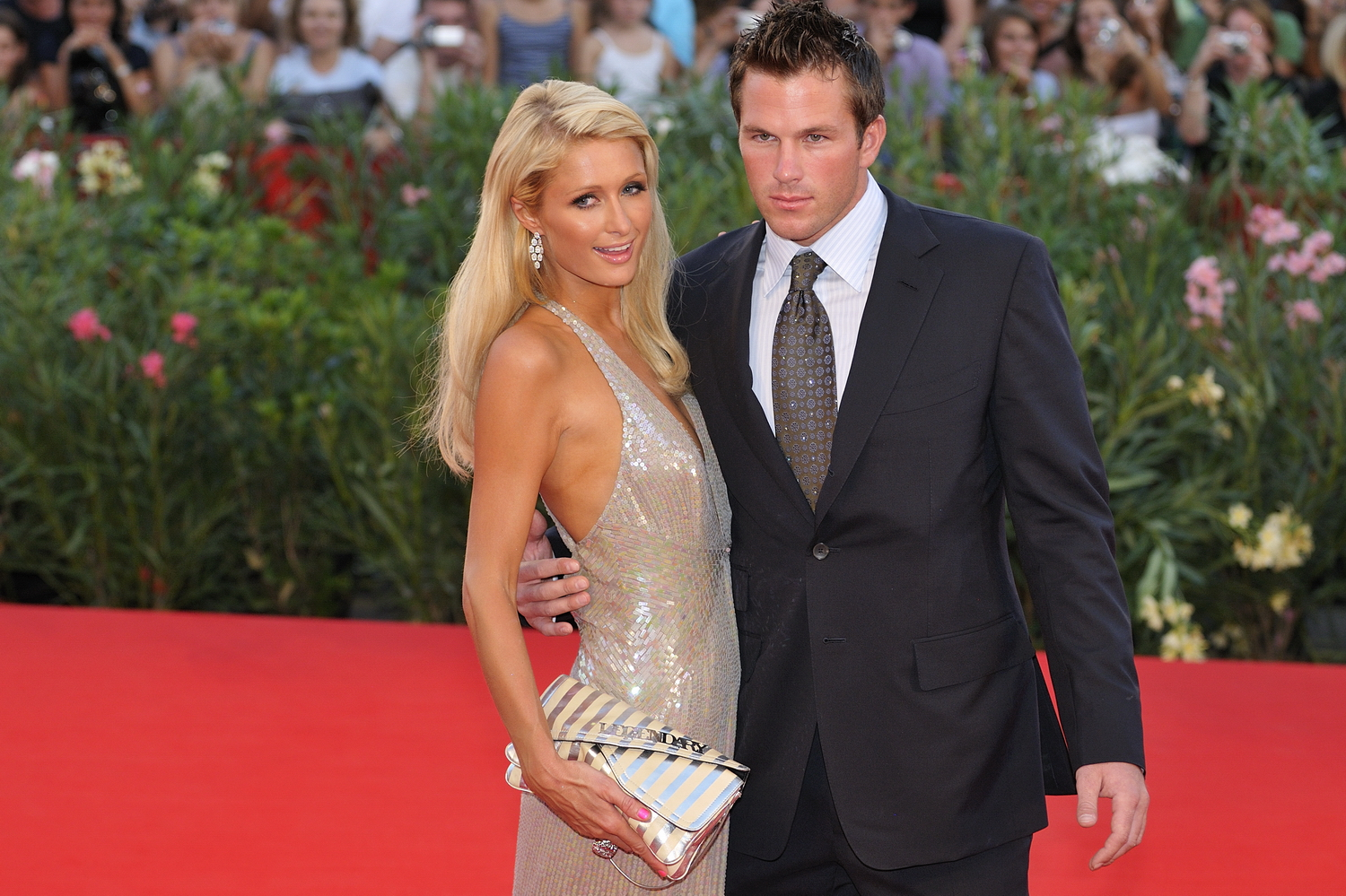
Некоронова принцеса "гламуру" - мільйонерка Періс Гілтон
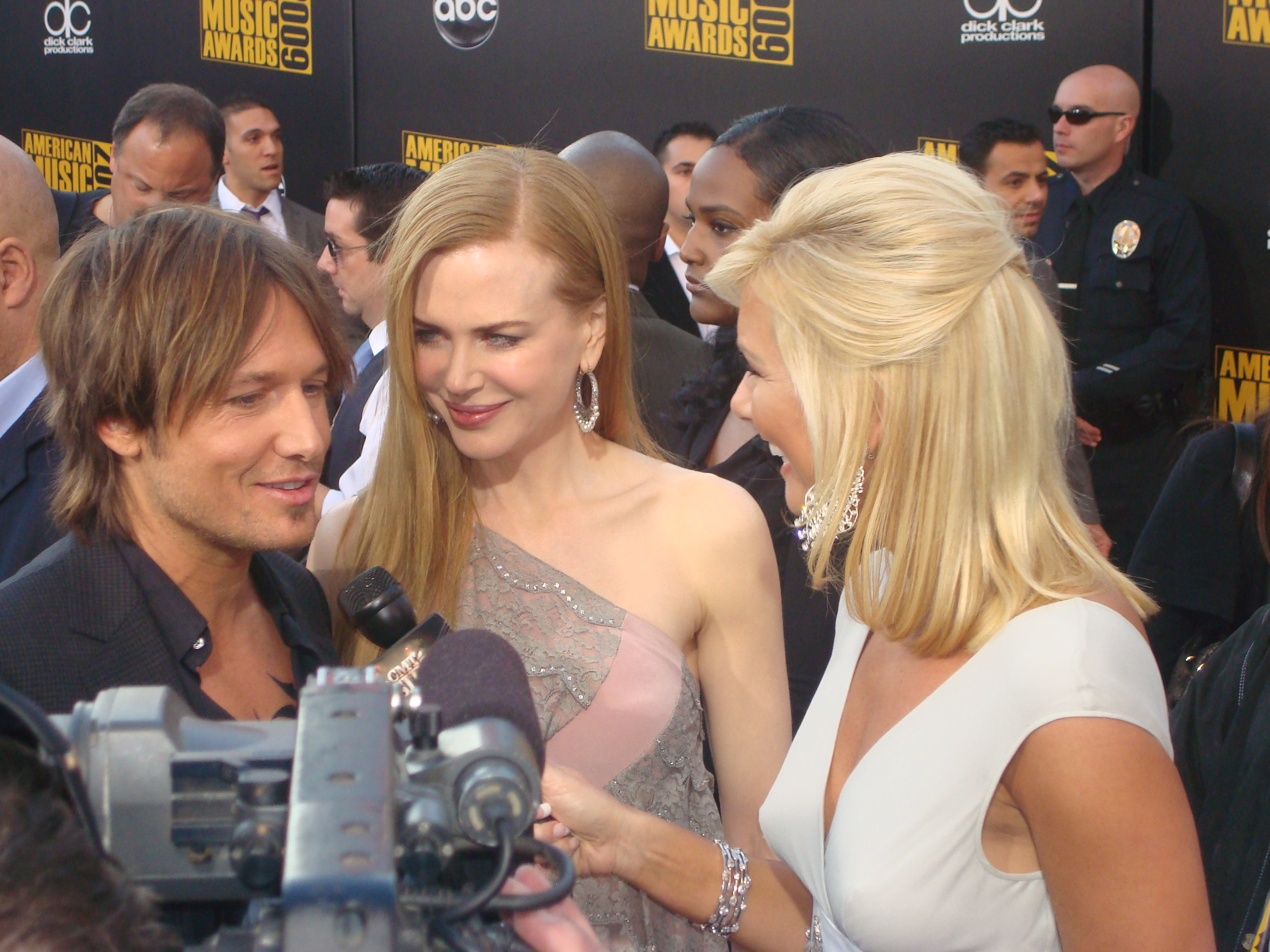
Ніколь Кідман та ін. на American Music Awards
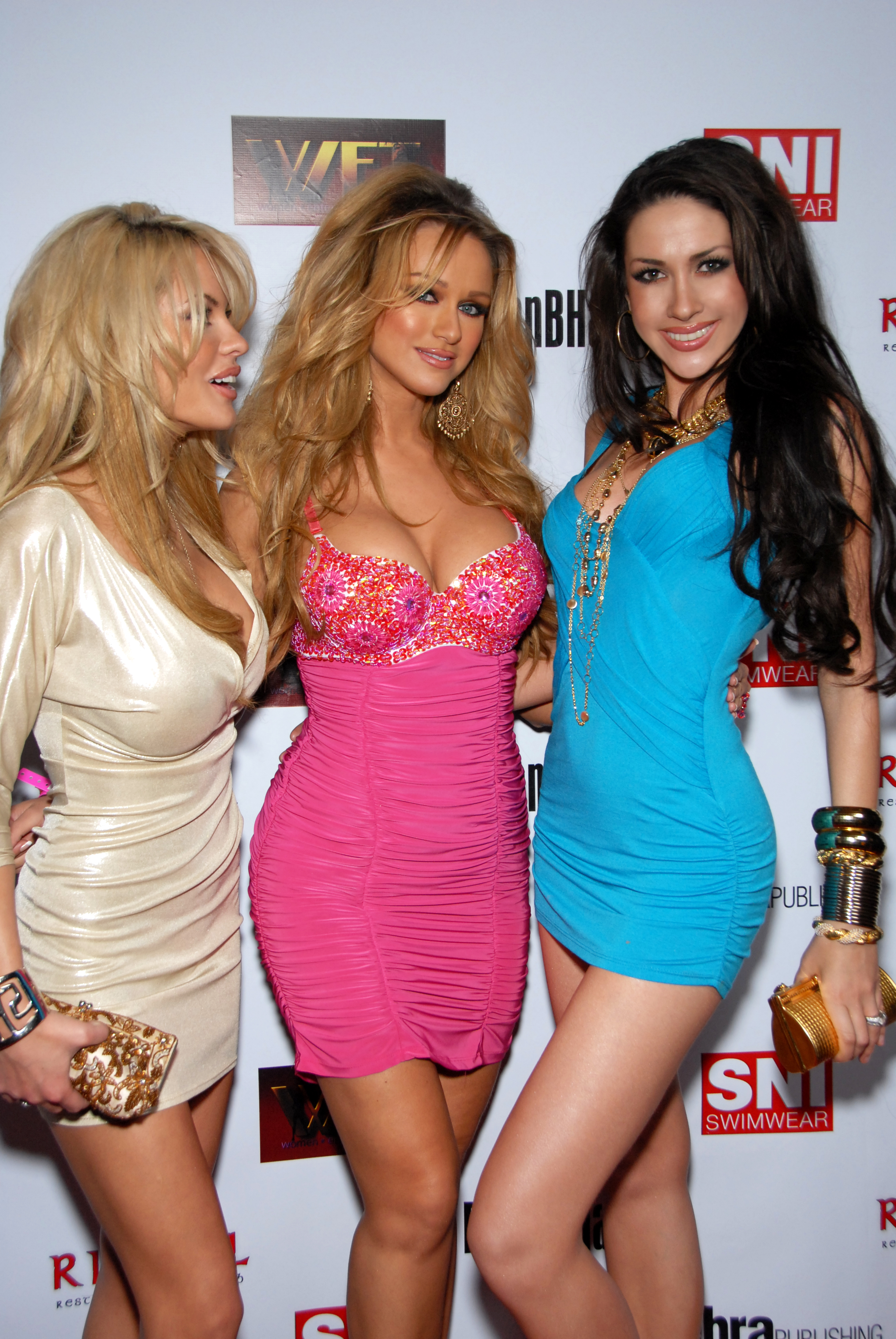
"Гламурні моделі" на червоному килимі Голівуду

В англомовному світі слова «гламурне фото» й «гламурна фотомодель» (англ. glamour photo, англ. glamour model) відсилають насамперед до певного жанру фотографії, коли зовнішність моделі є важливішою ніж те, що на ній. Звичайна омана полягає в тому, що фотографія включає елементи оголеності, фотографія може представляти як оголену модель, так й у вечірньому вбранні, однак відмінною ознакою такої фотографії залишається саме фокусування на модель, а не на гардероб.